# Konzo

Pacjent ze spastycznym niedowładem połowiczym i zaburzeniami chodu w przebiegu konzo. Rycina wskazuje na górny neuron ruchowy jako prawdopodobne miejsce neurodegeneracji.

Konzo (znane także jako mantakassa) – epidemicznie występująca tropikalna parapareza/tetrapareza związana z długotrwałym spożywaniem niewystarczająco przetworzonego manioku. W obrazie klinicznym stwierdza się cechy uszkodzenia górnego neuronu ruchowego; „konzo” w narzeczu Yaka oznacza „związane nogi”. Przypadki zachorowań notowane są przede wszystkim w ubogich rejonach środkowej i wschodniej Afryki. Jako pierwszy chorobę opisał włoski lekarz Giovanni Trolli w 1938 roku w Kongu Belgijskim. Schorzenie ma związek z długotrwałym narażeniem na działanie cyjanków uwalnianych z roślinnych glukozydów, jednak dokładna patogeneza nie jest wyjaśniona. Uważa się, że do rozwinięcia objawów niezbędny jest równoczesny niedobór w pożywieniu aminokwasów zawierających siarkę. Obserwuje się rodzinne występowanie przypadków choroby.